# Оливиеро Карафа
Оливиеро Карафа (на италиански: Oliviero Kardinal Carafa) е италиански религиозен деец от рода Карафа, архиепископ на Неапол, кардинал на Римокатолическата църква, чичо на бъдещия папа Павел IV.

## Биография
Оливиеро Карафа принадлежи към влиятелната неаполитанска фамилия Карафа. През 1458 г. става архиепископ на Неапол. На 18 септември 1467 г. папа Павел II го прави кардинал.
Бидейки на този висок църковен пост, той се прославя с активната си меценатска дейност, изразяваща се в издигане на архитектурни паметници в Рим и Неапол. Кардинал Карафа оказва безмерна подкрепа и покровителство на представителите на рода си при издигането им в църковни или държавни длъжности. Декан на Светия съвет в периода август 1492 — 20 януари 1511 г.
През 1472 г. Оливиеро Карафа получава от папа Сикст IV титлата адмирал и ръководството на флот, приготвен за борба с османската заплаха в Средиземноморието. Карафа се изявява неочаквано за духовно лице — на този си пост той се представя отлично като отбива турците от едни от най-големите пристанища в източното Средиземноморие: Смирна (днешен Измир) и Саталия в Северна Африка.
В течение на духовната си кариера заема постовете:
- архиепископ на Неапол (1458—1504)
- кардинал-епископ на Албано (1476—1483)
- кардинал-епископ на Сабини (1483—1503)
- епископ на Кава (1485—1497)
- епископ на Римини (1495—1497)
- архиепископ на Киети (1499—1501)
- кардинал-епископ на Остия (1503—1511)